# C-серия Nokia
C-серия Nokia — серия бюджетных мобильных телефонов и смартфонов от Nokia Corporation. Первая модель этой серии, Nokia C5, появилась в 2010 году.

## Nokia C1
Однокарточные:
- C1-01 — моноблок
- C1-02 — моноблок

Модели Nokia C1-01 и Nokia C1-02 были анонсированы в 2010 году, на рынок России поступили в 2011 году.
Dual-SIM:
- C1-00 — моноблок

## Nokia C2
Однокарточные:
- C2-01 — моноблок
- C2-05 — слайдер

Dual-SIM:
- C2-00 — моноблок
- C2-03 — слайдер, сенсорный с клавиатурой
- C2-06 — слайдер, сенсорный с клавиатурой

## Nokia C3
- C3-00 — QWERTY-клавиатура
- C3-01 — сенсорный с клавиатурой

## Nokia C5
- C5-00 — клавиатура, OC Symbian 9.3
- C5-03 — сенсорный, OC Symbian 9.4
- C5-06 — сенсорный, OC Symbian 9.4

## Nokia C6
- C6-00 — QWERTY-клавиатура (выдвигается), OC Symbian 9.4
- C6-01 — OC Symbian³

## Nokia C7
- C7-00 — сенсорный, OC Symbian³. Презентация Nokia C7-00 прошла в Лондоне 14 сентября 2010 года. Это первая модель серии C с экраном на органических светодиодах.